# پانورا (آیووا)
پانورا (به انگلیسی: Panora) شهری در ایالت آیووا کشور ایالات متحده آمریکا است که جمعیت آن در سرشماری سال ۲۰۱۰ میلادی، ۱٬۱۲۴ نفر بوده‌است.